# John Krasinski
John Burke Krasinski (/krəˈzɪnski/; sinh ngày 20 tháng 10 năm 1979) là một nam diễn viên và nhà làm phim người Mỹ. Anh đã nhận được bốn đề cử giải Primetime Emmy và giành được hai giải Nghiệp đoàn Diễn viên Màn ảnh.
Anh được biết đến nhiều qua vai Jim Halpert trong sitcom The Office (2005–2013) của đài NBC, loạt phim anh có lúc đóng vai trò đạo diễn và nhà sản xuất. Sau đó, anh đã đạo diễn và đóng vai chính trong bộ phim truyền hình Brief Interviews with Hideous Men (2009) và bộ phim hài - chính kịch The Hollars (2016). Anh đồng sáng tác, đạo diễn và đóng vai chính trong bộ phim kinh dị - kinh dị thành công về mặt thương mại và kinh tế A Quiet Place (2018), bộ phim mà anh đã được đề cử cho Giải thưởng Phim do Nhà phê bình lựa chọn và Giải thưởng của Hiệp hội Nhà văn Hoa Kỳ cho Kịch bản gốc xuất sắc nhất . Anh đạo diễn, đồng sản xuất và viết phần tiếp theo, A Quiet Place Part II (2020), anh đã giành được Giải thưởng Critics' Choice cho Phim kinh dị hay nhất.
Krasinski thể hiện nhân vật chính trong loạt phim kinh dị về điệp viên Amazon Jack Ryan (2018–nay) mà anh cũng là đồng sản xuất. Với vai diễn sau này, anh đã được đề cử cho Giải thưởng của Nghiệp đoàn Diễn viên Màn ảnh cho Diễn xuất xuất sắc của Nam diễn viên chính trong một bộ phim truyền hình dài tập. Anh cũng đóng vai Reed Richards / Mister Fantastic trong bộ phim của Vũ trụ Điện ảnh Marvel, Doctor Strange in the Multiverse of Madness (2022).
Krasinski đã xuất hiện trong các bộ phim như License to Wed (2007), Leatherheads (2008), Away We Go (2009), It's Complicated (2009), Something Borrowed (2011), Big Miracle (2012), Promised Land (2012), Aloha (2015), và phim hành động quân sự giật gân 13 Hours: The Secret Soldiers of Benghazi (2016). Anh đã thực hiện công việc lồng tiếng cho các phim tài liệu và phim hoạt hình như Shrek the Third (2007), Monsters vs. Aliens (2009), Monsters University (2013), lồng tiếng Anh cho phim hoạt hình Kaze Tachinu (2013), và Siêu Nhân trong bộ phim sắp tới của Warner Bros. / DC Comics DC League of Super-Pets (2022).
Anh thành lập công ty sản xuất, Sunday Night Productions, vào năm 2013. Anh kết hôn với nữ diễn viên người Anh Emily Blunt, người đóng cùng anh trong A Quiet Place và The Wind Rises. Họ có với nhau hai mặt con.

## Thời thơ ấu
Krasinski sinh ra ở Boston, Mỹ. Mẹ anh là bà Mary Clare (nhũ danh: Doyle; sinh năm 1949), làm nghề y tá; cha anh là Ronald Krasinski (sinh năm 1946), làm nghề bác sĩ nội khoa. Cha anh là người gốc Ba Lan, mẹ anh là người gốc Ireland. Anh lớn lên theo Công giáo ở ngoại ô Boston ở Newton, Massachusetts .
Krasinski xuất hiện lần đầu trên sân khấu với vai Daddy Warbucks trong vở nhạc kịch Annie ở trường lớp sáu. Sau đó, anh đóng vai chính trong một vở kịch châm biếm do bạn diễn The Office tương lai BJ Novak viết kịch bản và đóng vai khi họ còn là học sinh trung học. Krasinski và Novak tốt nghiệp trường Trung học Newton South năm 1997. Trước khi vào đại học, Krasinski dạy tiếng Anh như một ngoại ngữ ở Costa Rica trong sáu tháng. Khi ở đó, anh ấy đã cứu một người phụ nữ khỏi chết đuối sau khi cô ấy bị mắc vào một con ripôt tại một bãi biển ở Công viên Quốc gia Manuel Antonio. Sau đó, Krasinski đến Đại học Brown để học tiếng Anh và tốt nghiệp năm 2001 với tư cách nhà viết kịch với luận án danh dự "Nội dung dưới áp lực". 
Trong thời gian làm việc tại Brown, anh là thành viên của nhóm hài phác thảo Out of Bounds. Ở trường đại học, anh ấy cũng giúp huấn luyện bóng rổ cho thanh thiếu niên tại Trường Gordon ở East Providence, Rhode Island. Sau đó anh theo học tại Học viện Sân khấu Quốc gia ở Waterford, Connecticut. Anh cũng học tại Công ty Royal Shakespeare ở Anh và Trung tâm Diễn viên ở New York.

## Sự nghiệp

### Đầu những năm 2000: Khởi đầu sự nghiệp
Năm 2000, Krasinski thực tập làm biên kịch cho chương trình Late Night with Conan O'Brien. Sau khi tốt nghiệp Đại học Brown, Krasinski chuyển đến New York để theo đuổi diễn xuất. Anh xuất hiện trong các quảng cáo và đóng vai khách mời trên các chương trình truyền hình, cũng như đọc các vở kịch ngoài sân khấu Broadway khi làm bồi bàn. Anh đóng vai chính trong vở kịch What the Eunuch Saw, do Emily O'Dell và Isaac Robert Hurwitz, những người bạn học đại học cũ của anh viết kịch bản và đạo diễn. 

### 2005–2009: Đột phá vớiThe Officevà đạo diễn đầu tay
Bước đột phá của Krasinski đến vào năm 2004 khi anh tham gia bộ phim sitcom The Office của đài NBC , một phiên bản làm lại của loạt phim truyền hình thành công của Anh . Trong loạt phim, một tác phẩm giả lập về cuộc sống tại một công ty cung cấp giấy cỡ trung bình, anh đóng vai Jim Halpert , một đại diện bán hàng thông minh và lịch sự, và trong những phần sau đó, đồng quản lý của công ty phân phối giấy Dunder Mifflin trong Scranton, Pennsylvania. Các nhân vật của Krasinski và Jenna Fischer cũng đóng vai trò là tình yêu trung tâm của bộ truyện.  Để chuẩn bị cho vai trò của mình, Krasinski đã đến thăm Scranton để nghiên cứu và phỏng vấn nhân viên tại các công ty giấy thực tế. Anh ấy cũng quay cảnh Scranton được sử dụng trong phần mở đầu. Anh ấy xuất hiện trong mọi tập của bộ truyện và cũng là đạo diễn một số tập, bao gồm cả "Saber". Đối với công việc của mình trong loạt phim (2005–2013), Krasinski kiếm được khoảng 100.000 đô la Mỹ mỗi tập của phần thứ ba của The Office, gấp bốn lần tiền lương của anh trong hai mùa trước đó. 
Năm 2006, Krasinski đóng vai chính trong bộ phim hài ăn trộm A New Wave do Jason Carvey sản xuất độc lập, trực tiếp ra đĩa DVD cùng với Andrew Keegan và Lacey Chabert . Năm 2007, anh đóng chung với Anna Faris và Danny Masterson trong vai Brevin trong bộ phim hài độc lập Smiley Face (2007) của Gregg Araki . Phần lớn nhận xét tích cực cho bộ phim. Cuối năm đó, anh đóng vai chính trong bộ phim hài lãng mạn License to Wed (2007) cùng Mandy Moore và Robin Williams. Bất chấp sự đón nhận tiêu cực của giới phê bình đối với bộ phim, nó đã nổi lên như một thành công về mặt thương mại.  Krasinski đóng vai khách mời trong một số phim truyền hình bao gồm Law & Order: Criminal Intent, Without a Trace, Ed, American Dad! và CSI: Crime Scene Investigation. Anh cũng đóng vai chính trong các bộ phim bao gồm Kinsey, Duane Hopwood, Jarhead, The Holiday và Shrek the Third, For Your Consideration và Dreamgirls.

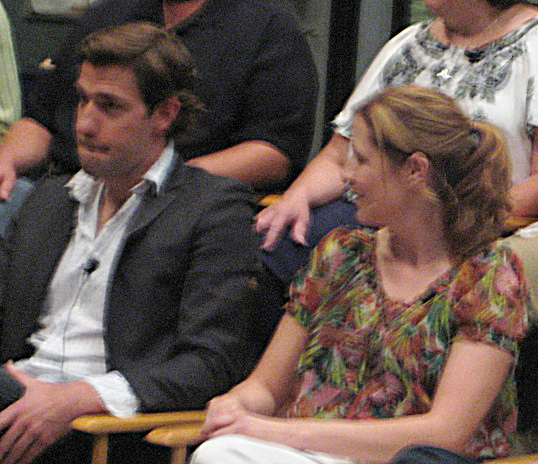
Krasinski với bạn diễn trong The Office Jenna Fischer năm 2009.

Năm 2008, Krasinski xuất hiện cùng với Renée Zellweger và George Clooney trong liên doanh đạo diễn sau này là Leatherheads (2008), một bộ phim hài cổ trang về những năm đầu của bóng đá Mỹ chuyên nghiệp. Anh đã miêu tả Carter "the Bullet" Rutherford, ngôi sao bóng đá đại học của Đại học Princeton và là một anh hùng được trang trí trong Thế chiến thứ nhất. MTV.com ca ngợi diễn xuất của anh ấy, mô tả anh ấy là "một diễn viên có thể thể hiện cả sự ấm áp và mối quan tâm trí tuệ của chàng trai" trong khi cũng nói rằng anh ấy "quản lý thành công đáng kể khi giữ màn hình đối diện với Clooney mà không tan chảy trong sức nóng của bộ phim thương hiệu của anh ấy- sao mega-wattage." 
Năm 2009, Krasinski lần đầu làm đạo diễn trong bộ phim hài - chính kịch Brief Interviews with Hideous Men. Anh viết kịch bản cho bộ phim dựa trên tuyển tập truyện ngắn của David Foster Wallace, đóng một vai trò nhỏ trong đó và cũng là nhà sản xuất. Bộ phim được công chiếu lần đầu tiên vào ngày 19 tháng 1 năm 2009, tại Liên hoan phim Sundance và được đề cử cho Giải thưởng của Ban giám khảo và nhận được hầu hết các đánh giá tích cực. Nhà phê bình phim A. O. Scott đã viết rằng "mặc dù thử nghiệm này không hoàn toàn thành công, nhưng có đủ trí tuệ và cái nhìn sâu sắc trong bộ phim này để khiến nó đáng để thử" trong khi Elizabeth Weitzman từ New York Daily News cảm thấy rằng "Krasinski xứng đáng được ghi công vì có tham vọng chuyển thể những tài liệu khó như truyện ngắn của David Foster Wallace." 
Cùng năm, anh đóng vai chính trong bộ phim hài - chính kịch Away We Go với Maya Rudolph, do Sam Mendes đạo diễn. Phim kể về một cặp vợ chồng đang tìm kiếm cộng đồng hoàn hảo ở Bắc Mỹ để định cư và lập gia đình. Phim nhận được đánh giá tích cực từ giới phê bình. Trong bài đánh giá của mình, Michael Rechtshaffen từ The Hollywood Reporter, cho biết "những màn trình diễn tuyệt vời làm cho bộ phim nhẹ nhàng này trở nên đáng giá cho chuyến đi". Vai diễn thứ ba năm 2009 của anh ấy là trong bộ phim hài lãng mạn It Complicated của Nancy Meyers với tư cách là một phần của dàn diễn viên bao gồm Meryl Streep, Steve Martin, Lake Bell và Alec Baldwin. Bộ phim thành công về mặt phòng vé, thu về hơn 219 triệu đô la trên toàn thế giới. Nó đã giành được Giải thưởng National Board of Review of Motion Pictures Awards cho Dàn diễn viên chính xuất sắc nhất cho bộ phim.

### 2011–2017: Các tác phẩm điện ảnh, truyền hình và sân khấu khác
Năm 2011, Krasinski đóng chung với Ginnifer Goodwin, Kate Hudson và Colin Egglesfield trong bộ phim hài lãng mạn Something Borrowed , dựa trên tiểu thuyết cùng tên của Emily Giffin. Mặc dù bộ phim nhận được những đánh giá tiêu cực, nhưng diễn xuất của anh ấy vẫn được khen ngợi rộng rãi. Krasinski cũng là một trong những ứng cử viên hàng đầu cho vai Steve Rogers / Captain America trong bộ phim siêu anh hùng Captain America: The First Avenger (2011). 
Krasinski sau đó đóng vai chính với Drew Barrymore trong bộ phim truyền hình Big Miracle (2012), bao gồm Chiến dịch Breakthrough , nỗ lực quốc tế năm 1988 nhằm giải cứu cá voi xám khỏi bị mắc kẹt trong băng gần Point Barrow, Alaska. Bộ phim chứng kiến anh vào vai Adam Carlson, một phóng viên tin tức. Cùng năm, Krasinski đóng vai chính trong bộ phim truyền hình độc lập Nobody Walks của Ry Russo-Young cùng Olivia Thirlby và Rosemarie DeWitt. Trong phim, Krasinski vào vai Peter, một nhà thiết kế âm thanh, chồng và cha của hai người bắt đầu nảy sinh tình cảm với một nghệ sĩ trẻ khi hợp tác trong bộ phim nghệ thuật đầu tiên của cô.  Màn trình diễn của anh được các nhà phê bình khen ngợi. Peter Debruge của Variety đã viết: "Krasinski là một diễn viên hấp dẫn đến nỗi sự dễ mến của anh ấy làm phức tạp thêm hành vi của Peter theo những cách thú vị." Nobody Walks được công chiếu lần đầu trong Cuộc thi tại Liên hoan phim Sundance 2012 và giành được Giải thưởng đặc biệt của Ban giám khảo.

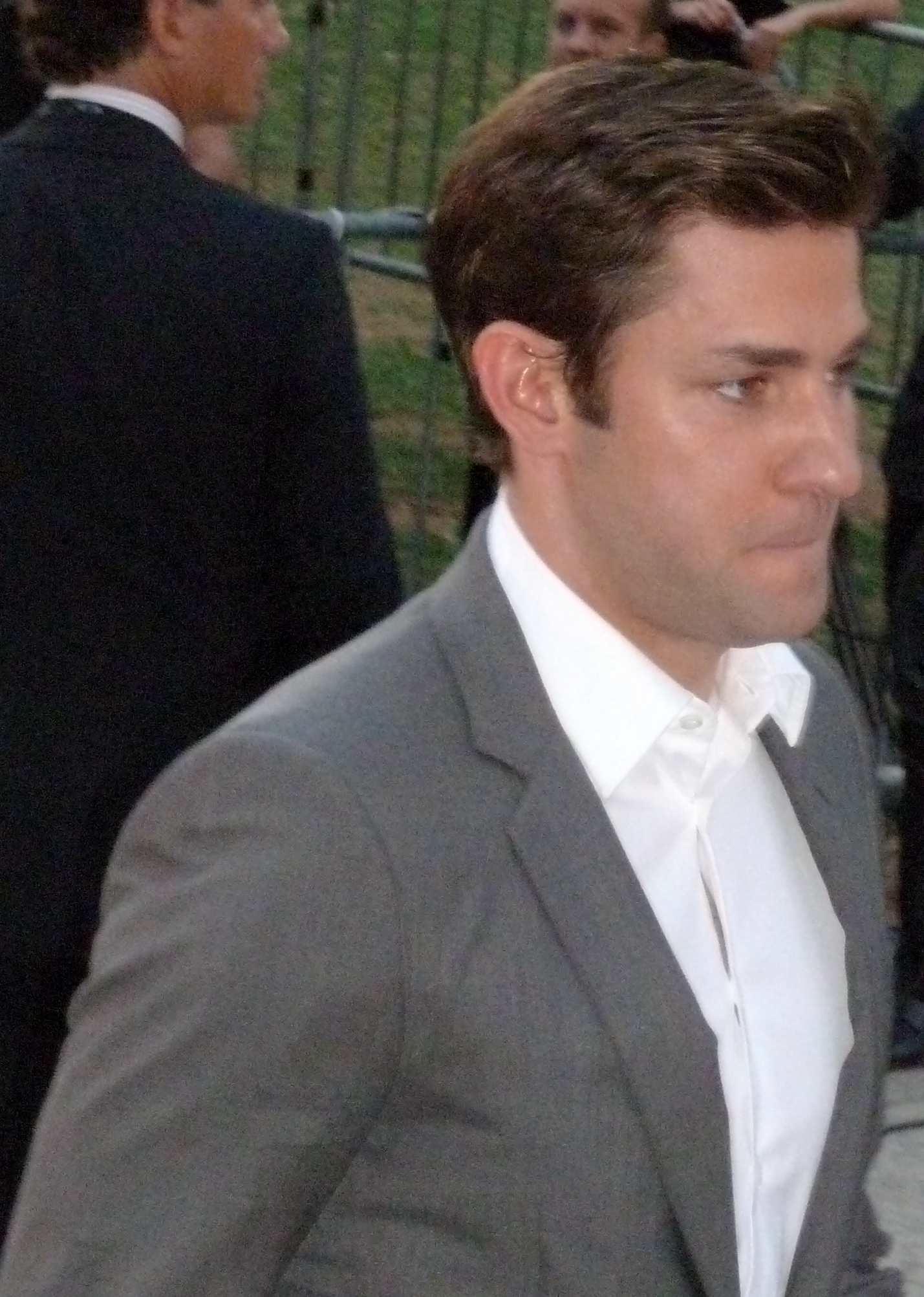
Krasinski tại Liên hoan phim Toronto 2012.

Tiếp theo, Krasinski đóng vai chính, đồng sản xuất và đồng viết kịch bản cho bộ phim truyền hình Miền đất hứa với Matt Damon dựa trên một câu chuyện của Dave Eggers được phát hành vào ngày 28 tháng 12 năm 2012.  Dựa trên một loạt New York Times của Ian Urbina có tên là Drilling Down,  phim theo chân hai nhân viên bán hàng của công ty đến thăm một thị trấn nông thôn với nỗ lực mua quyền khoan từ người dân địa phương và do Gus Van Sant làm đạo diễn . Krasinski đã đưa ra tiền đề của bộ phim và phát triển ý tưởng với Eggers. Sau đó, họ trình bày ý tưởng với Damon.  Phim đã nhận được Giải thưởng được chú ý đặc biệt tại Liên hoan phim quốc tế Berlin lần thứ 63vào tháng 2 năm 2013. Anh cũng tường thuật bộ phim tài liệu Head Games (2012) trên Discovery Channel. 
Năm 2013, Krasinski thành lập công ty sản xuất Sunday Night production cùng với Allyson Seeger. Công ty có một thỏa thuận tổng thể với Twentieth Century Fox Television. Dưới ngọn cờ, Krasinski và Seeger cùng với Stephen Merchant, trở thành nhà sản xuất điều hành của bộ phim hoạt hình / live-action Dream Corp, LLC do Daniel Stessen tạo ra trên Adult Swim. Ngôi sao Lost Jon Gries đóng chính. Krasinski cùng với Merchant cũng là nhà sản xuất điều hành của loạt phim truyền hình thực tế về âm nhạc Lip Sync Battle ra mắt trên mạng cáp Spike của Mỹ, vào thứ Năm ngày 2 tháng 4 năm 2015. Chương trình là phần phụ của một chút được giới thiệu lần đầu tiên vào Late Night with Jimmy Fallon. Merchant, Krasinski và vợ của Krasinski, Emily Blunt , đang vắt óc suy nghĩ về sự xuất hiện sắp tới của Krasinski trong chương trình Late Night khi ý tưởng này thành hình. Jimmy Fallon sau đó đã phát triển nó thành một phân đoạn định kỳ trong chương trình của mình. Chương trình được chứng minh là một thành công lớn đối với Spike; buổi ra mắt loạt phim của nó là buổi ra mắt không có kịch bản được đánh giá cao nhất trong lịch sử của Spike. Vào tháng 7 năm 2016, chương trình đã nhận được đề cử Giải Primetime Emmy trong hạng mục Chương trình thực tế có cấu trúc xuất sắc. 
Năm 2014, Krasinski hợp tác với bạn diễn Promised Land và đồng biên kịch Matt Damon trong bộ phim chính kịch Manchester by the Sea năm 2016 được giới phê bình đánh giá cao với sự tham gia của Casey Affleck và Michelle Williams. Bộ phim được viết và đạo diễn bởi Kenneth Lonergan và dựa trên ý tưởng ban đầu của Krasinski. Bộ phim nhận được sáu đề cử tại Lễ trao giải Oscar lần thứ 89, bao gồm cả Phim hay nhất. Tiếp theo, Krasinski đóng vai chính trong bộ phim hài - lãng mạn Aloha của Cameron Crowe với Rachel McAdams, Bradley Cooper và Emma Stone. Bộ phim nhận được phản ứng tiêu cực và tranh cãi từ các nhà phê bình cũng như khán giả. 
Năm 2016, Krasinski đóng vai chính trong bộ phim chiến tranh tiểu sử của Michael Bay 13 Hours: The Secret Soldiers of Benghazi dựa trên cuốn sách 13 Hours năm 2014 của Mitchell Zuckoff. Phim theo chân sáu thành viên của Đội An ninh Annex, những người đã chiến đấu để bảo vệ khu nhà ngoại giao của Mỹ ở Benghazi, Libya sau làn sóng tấn công của các chiến binh Hồi giáo vào ngày 11 tháng 9 năm 2012 . Krasinski đã trải qua quá trình huấn luyện thể chất chuyên sâu cho vai diễn này và có cơ bắp 25 pound để vào vai một cựu lính SEAL của Hải quân Hoa Kỳ. Cùng năm đó, anh đạo diễn bộ phim hài - chính kịchVòng cổ . Bộ phim cũng đánh dấu bộ phim điện ảnh đầu tiên được sản xuất dưới danh nghĩa của anh Sunday Night. Krasinski cũng đóng vai chính trong phim cùng với dàn diễn viên gồm Sharlto Copley, Charlie Day, Richard Jenkins, Anna Kendrick và Margo Martindale. Phim đã ra mắt thế giới tại Liên hoan phim Sundance vào ngày 24 tháng 1 năm 2016. Peter Travers của Rolling Stone viết rằng Krasinski "giải quyết được thể loại sáo rỗng nhất trong kinh doanh điện ảnh - gia đình rối loạn chức năng." và rằng "anh ấy thể hiện nó bằng sự hài hước và lòng trắc ẩn hiếm có." 
Krasinski đóng vai chính trong buổi ra mắt thế giới vở kịch Dry Powder với Hank Azaria, Claire Danes và Sanjit De Silva do Thomas Kail đạo diễn . Vở kịch diễn ra từ tháng 3 đến tháng 5 năm 2016 tại Nhà hát Công cộng ở Thành phố New York, nơi đã bán hết vé trước khi công chiếu. Màn trình diễn của anh đã được các nhà phê bình ca ngợi rộng rãi và cuối năm đó, anh đã nhận được Giải thưởng Thế giới Sân khấu cho Màn trình diễn xuất sắc. Anh cũng đóng vai chính trong phim ngắn đen trắng Past Forward cho hãng thời trang cao cấp Ý Prada được đạo diễn bởi David O. Russell và được công chiếu vào tháng 9 năm 2016 tại Tuần lễ thời trang Milan. Vào tháng 10 năm 2016, anh chỉ đạo buổi đọc kịch bản của Good Will Hunting (1997) tại Nhà hát Skirball ở New York trong sự xuất hiện một lần trên sân khấu của cả hai ngôi sao gốc Ben Affleck và Matt Damon cùng với Emily Blunt. 
Bản phát hành duy nhất của Krasinski trong năm 2017 là Detroit của Kathryn Bigelow. Bộ phim lấy bối cảnh trong cuộc bạo loạn ở Detroit năm 1967 và được phát hành vào tháng 7 năm 2017, khoảng thời gian kỷ niệm 50 năm sự kiện xảy ra và vào ngày kỷ niệm sự kiện Algiers Motel, được mô tả trong phim. 

### 2018–nay: Loạt phimA Quiet Place,Some Good Newsvà Vũ trụ Điện ảnh Marvel
Năm 2017, Krasinski đạo diễn và đồng viết kịch bản cho bộ phim A Quiet Place, một bộ phim kinh dị hậu tận thế, trong đó anh cũng đóng chung với vợ Emily Blunt. Được phát hành vào ngày 6 tháng 4 năm 2018, bởi Paramount Pictures, nó đã nhận được đánh giá cao từ giới phê bình, được Tươi 95% trên Rotten Tomatoes dựa trên 367 bài đánh giá, với trang web mô tả Krasinski là một "tài năng đang lên." Bộ phim cũng trở thành một thành công lớn tại phòng vé, thu về hơn 340 triệu đô la trên toàn thế giới. 
Krasinski sản xuất và đóng vai chính trong phim truyền hình Jack Ryan, khiến anh trở thành diễn viên thứ năm thể hiện nhân vật này sau Alec Baldwin, Harrison Ford, Ben Affleck và Chris Pine trong loạt phim. Jack Ryan đã công chiếu lần đầu trên Amazon Video vào ngày 31 tháng 8 năm 2018. Bốn tháng trước khi công chiếu loạt phim, loạt phim đã được làm mới phần thứ hai, sau thành công về mặt thương mại và phê bình của A Quiet Place. 
Vào tháng 3 năm 2020, Krasinski bắt đầu một sê-ri web có tựa đề Some Good News (SGN) trên YouTube như một phản ứng đối với đại dịch COVID-19 đang diễn ra. Loạt phim tập trung vào việc làm nổi bật tin tốt vào thời điểm đó, đồng thời có sự tham gia của những người nổi tiếng bao gồm Steve Carell, Robert De Niro, toàn bộ dàn diễn viên Broadway ban đầu gồm Hamilton, Brad Pitt, Samuel L. Jackson, Oprah Winfrey, Emma Stone, Ryan Reynolds, Steven Spielberg, Jon Stewart, Malala Yousafzai và dàn diễn viên của The Office. Vào ngày 17 tháng 4 năm 2020, Krasinski tổ chức buổi dạ hội ảo phát trực tiếp cho học sinh trung học có chương trình khuyến mãi bị hủy do đại dịch; 210.000 khán giả đã theo dõi sự kiện, bao gồm các buổi biểu diễn trực tiếp của Billie Eilish, Finneas, Jonas Brothers và DJ D-Nice. Krasinski được phong chức bộ trưởng ở bang Massachusetts để tổ chức một đám cưới ảo như một phần của bộ truyện. Bộ phim dài chín tập thu hút 72 triệu lượt xem và 2,58 triệu người đăng ký. Vào ngày 22 tháng 5 năm 2020, ViacomCBS thông báo họ đã mua được chương trình để phát sóng trên CBS All Access, nhưng Krasinski sau đó đã xác nhận rằng anh ta và ViacomCBS không tiếp tục với các kế hoạch phát triển cho nền tảng phát trực tuyến của công ty. Thay vào đó, Krasinski sẽ giữ Some Good News ở định dạng ban đầu trên YouTube và các nền tảng video thứ cấp được thiết lập trong quá trình chạy ban đầu của chương trình, chẳng hạn như Snapchat. 
Vào ngày 20 tháng 1 năm 2021, Krasinski phát biểu tại lễ nhậm chức của Tổng thống Joe Biden và Phó Tổng thống Kamala Harris qua một địa chỉ từ xa từ văn phòng tại nhà của ông. Krasinski tổ chức tập đầu tiên của mình trên Saturday Night Live vào cuối tháng đó, được 6,69 triệu khán giả theo dõi và được các nhà phê bình đón nhận tích cực. 
Krasinski đã đạo diễn và viết phần tiếp theo A Quiet Place Part II, trong đó anh cũng có một vai phụ. Dự kiến ban đầu vào ngày 20 tháng 3 năm 2020, nó đã bị trì hoãn do COVID-19 (các rạp bắt đầu đóng cửa vào tuần của ngày 16 tháng 3). Cuối cùng, nó được phát hành vào ngày 28 tháng 5 năm 2021, với những đánh giá tích cực, trở thành một thành công phòng vé và là bộ phim đầu tiên của kỷ nguyên đại dịch đạt 100 triệu đô la tại phòng vé trong nước. Trên Rotten Tomatoes, phần tiếp theo đã nhận được đánh giá Tươi 91% với 355 bài phê bình, với sự đồng thuận chung rằng bộ phim "căng thẳng thần kinh" đã mở rộng thế giới thành công "mà không làm mất lòng người". 
Vào tháng 5 năm 2021, công ty sản xuất của Krasinski, Sunday Night Productions, đã ký hợp đồng đầu tiên với Paramount Pictures. Vào tháng 8 cùng năm, Krasinski xuất hiện với vai khách mời trong vai một game thủ in bóng trong bộ phim Free Guy, với sự tham gia của Ryan Reynolds. 
Vào tháng 5 năm 2022, Krasinski ra mắt Vũ trụ Điện ảnh Marvel với vai Reed Richards / Mister Fantastic trong Doctor Strange in the Multiverse of Madness với tư cách là một thành viên của Illuminati. 

### Các dự án sắp tới
Vào tháng 10 năm 2019, bộ phim hài giả tưởng Imaginary Friends của Krasinski được Paramount Pictures chọn làm phim; Ngoài việc viết kịch bản, đạo diễn và sản xuất dự án, Krasinski sẽ hợp tác với Ryan Reynolds, người cũng sẽ giữ vai trò nhà sản xuất. Dự án, sau đó được đổi tên thành IF, cũng sẽ có sự tham gia của Phoebe Waller-Bridge, Fiona Shaw, Louis Gossett Jr., và bạn diễn The Office của Krasinski, Steve Carell, và dự kiến sẽ ra rạp vào 17 tháng 11 năm 2023. Vào tháng 6 năm 2021, anh được xác định lồng tiếng cho Superman trong phim hoạt hình DC League of Super-Pets do Jared Stern đạo diễn. 

### Công việc khác
Bắt đầu từ tháng 3 năm 2006, Krasinski đã thuật lại một loạt quảng cáo cho Ask.com. Anh ấy cũng đã tường thuật các quảng cáo cho Apple TV, Verizon Wireless, Esurance, BlackBerry Storm, My Coke Rewards, và Carnival Cruise Lines, và xuất hiện trong các quảng cáo in cho Gap. Năm 2020, anh đóng vai chính cùng các đồng nghiệp của Bostonians như Chris Evans, Rachel Dratch và David Ortiz trong một quảng cáo Super Bowl nổi tiếng cho Tính năng Công viên Thông minh của Hyundai Sonata 2020, phát âm là "Công viên Smaht".  Anh ấy được liệt kê là một trong những người đàn ông quyến rũ nhất cuộc sống của mọi người vào các năm 2006, 2009, 2018 và 2019. Anh ấy đã thuật lại hai cuốn sách dành cho trẻ em: Curious George Goes to the Hospital  và Curious George: 75th Anniversary Edition.

## Danh sách phim

### Điện ảnh
| Năm  | Tựa đề                                      | Vai diễn                                    | Ghi chú                                                     | Ref.   |
| ---- | ------------------------------------------- | ------------------------------------------- | ----------------------------------------------------------- | ------ |
| 2000 | State and Main                              | Trợ lý của Thẩm phán                        | Không được công nhận                                        |        |
| 2002 | Fighting Still Life                         | Tyler                                       | Phim ngắn                                                   |        |
| 2002 | Alma Mater                                  | Flea Club Candidate 1                       |                                                             |        |
| 2004 | Kinsey                                      | Ben                                         |                                                             |        |
| 2004 | Taxi                                        | Messenger No. 3                             |                                                             |        |
| 2005 | Duane Hopwood                               | Bob Flynn                                   |                                                             |        |
| 2005 | Jarhead                                     | Corporal Harrigan                           |                                                             |        |
| 2006 | Doogal                                      | Additional Voices                           |                                                             |        |
| 2006 | A New Wave                                  | Gideon                                      |                                                             |        |
| 2006 | For Your Consideration                      | Paper Badge Officer                         |                                                             |        |
| 2006 | The Holiday                                 | Ben                                         |                                                             |        |
| 2006 | Giấc mơ danh vọng                           | Sam Walsh                                   |                                                             |        |
| 2007 | Smiley Face                                 | Brevin                                      |                                                             |        |
| 2007 | Shrek the Third                             | Sir Lancelot (lồng tiếng)                   |                                                             |        |
| 2007 | License to Wed                              | Ben Murphy                                  |                                                             |        |
| 2008 | Leatherheads                                | Carter Rutherford                           |                                                             |        |
| 2009 | Brief Interviews with Hideous Men           | Ryan / Subject No. 20                       | Cũng là đạo diễn, biên kịch và nhà sản xuất                 |        |
| 2009 | Monsters vs. Aliens                         | Cuthbert (lồng tiếng)                       |                                                             |        |
| 2009 | Away We Go                                  | Burt Farlander                              |                                                             |        |
| 2009 | It's Complicated                            | Harley                                      |                                                             |        |
| 2011 | Something Borrowed                          | Ethan                                       |                                                             |        |
| 2011 | Đại nhạc hội rối                            | Himself                                     |                                                             |        |
| 2012 | Nobody Walks                                | Peter                                       |                                                             |        |
| 2012 | Big Miracle                                 | Adam Carlson                                |                                                             |        |
| 2012 | Promised Land                               | Dustin Noble                                | Cũng là đạo diễn và nhà sản xuất                            |        |
| 2013 | Lò đào tạo quái vật                         | "Frightening" Frank McCay (voice)           |                                                             |        |
| 2013 | The Wind Rises                              | Honjo (lồng tiếng)                          | Lồng tiếng Tiếng Anh                                        |        |
| 2014 | The Prophet                                 | Halim (lồng tiếng)                          |                                                             |        |
| 2015 | Aloha                                       | John "Woody" Woodside                       |                                                             |        |
| 2016 | 13 Hours: The Secret Soldiers of Benghazi   | Jack Silva                                  |                                                             |        |
| 2016 | The Hollars                                 | John Hollar                                 | Đạo diễn và nhà sản xuất                                    |        |
| 2016 | Past Forward                                | Man No. 1                                   | Phim ngắn                                                   |        |
| 2017 | Born in China                               | Người dẫn chuyện (lồng tiếng)               | Phim tài liệu                                               | [ 8 ]  |
| 2017 | Animal Crackers                             | Owen Huntington (voice)                     |                                                             |        |
| 2017 | Detroit                                     | Norman Lippitt                              |                                                             |        |
| 2018 | Vùng đất câm lặng                           | Lee Abbott                                  | Cũng là đạo diễn, biên kịch và nhà sản xuất                 |        |
| 2018 | Next Gen                                    | 7723 (voice)                                |                                                             |        |
| 2020 | A Quiet Place Part II                       | Lee Abbott                                  | Cũng là đạo diễn, biên kịch và nhà sản xuất                 |        |
| 2021 | Free Guy                                    | Silhouetted Gamer (lồng tiếng)              | Khách mời                                                   |        |
| 2022 | Doctor Strange in the Multiverse of Madness | Reed Richards / Mister Fantastic            |                                                             | [ 9 ]  |
| 2022 | DC League of Super-Pets                     | Kal-El / Clark Kent / Superman (lồng tiếng) |                                                             |        |
| 2024 | If                                          | TBA                                         | Cũng là đạo diễn, biên kịch và nhà sản xuất; đang được quay | [ 10 ] |

### Truyền hình
| Năm       | Tựa đề                         | Vai diễn                                                  | Ghi chú                                      | Ref. |
| --------- | ------------------------------ | --------------------------------------------------------- | -------------------------------------------- | ---- |
| 2003      | Ed                             | Process server                                            | Tập phim: "Good Advice"                      |      |
| 2004      | Law & Order: Criminal Intent   | Jace Gleesing                                             | Tập phim: "Mad Hops"                         |      |
| 2005–2013 | The Office                     | Jim Halpert                                               | 201 tập                                      |      |
| 2005      | Without a Trace                | Curtis Horne                                              | Tập phim: "The Bogie Man"                    |      |
| 2005      | CSI: Crime Scene Investigation | Lyle Davis                                                | Tập phim: "Who Shot Sherlock"                |      |
| 2006      | American Dad!                  | Gilbert (lồng tiếng)                                      | Tập phim: "Irregarding Steve"                |      |
| 2012      | 30 Rock                        | Himself                                                   | Episode: "The Ballad of Kenneth Parcell"     |      |
| 2012      | Head Games                     | Narrator                                                  | 3 tập                                        |      |
| 2013      | Arrested Development           | Spyder Foode                                              | Tập phim: "The B. Team"                      |      |
| 2014–15   | BoJack Horseman                | Secretariat (lồng tiếng)                                  | Tập phim: "Later" và "The Shot"              |      |
| 2015      | Lip Sync Battle                | Chính anh                                                 | Tập phim: "John Krasinski vs. Anna Kendrick" |      |
| 2016      | Robot Chicken                  | Commercial Director / Mike Brady / Doc Brown (lồng tiếng) | Tập phim: "Secret of the Flushed Footlong"   |      |
| 2018–23   | Jack Ryan                      | Jack Ryan                                                 | Vai chính                                    |      |
| 2021      | Saturday Night Live            | Chính anh (host)                                          | Tập: "John Krasinski/Machine Gun Kelly"      |      |